# Альбіна Руїс
Альбіна Руїс Ріос — перуанська громадська активістка, еколог та соціальна підприємиця. Вона є засновницею та лідеркою Ciudad Saludable, неприбуткової організації охорони навколишнього середовища, що базується в Лімі, Перу, та членом фонду Schwab на Всесвітньому економічному форумі.

## Біографія
Руїс була єдиною жінкою у своїй групі в Національному інженерному університеті, де вона здобула спеціальність промислової інженерки. Пізніше вона здобула ступінь магістерки екології та управління навколишнім середовищем в Університеті Рікардо Пальма і ступінь доктора хімії в Університеті Рамона Лулля в Барселоні.
Над проблемами здоров’я та навколишнього середовища, спричиненими незібраними побутовими відходами в Перу, Руїс почала працювати коли була студенткою. Коли Руїс почала свою роботу в районі Коно Норте в Лімі, щодня утворювалося 600 метричних тонн відходів, лише половину з яких збирала міська служба збору. Решту залишали накопичувати в негігієнічних купах або залишали вздовж доріг загального користування та на пустирях. Така ситуація існувала в інших містах по всьому Перу, де часто можна знайти відходи, скинуті в річки, забруднюючи питну воду.
Після написання дипломної роботи Руїс придумала нову систему збору відходів, керовану громадою, яка, як вона сподівалася, послужить моделлю для міських та сільських громад Перу. У 2001 році вона заснувала групу Ciudad Saludable, соціальне підприємство, яке покликане перетворити збір відходів у прибутковий бізнес.
Група навчає власників місцевих підприємств збирати та переробляти відходи, забезпечуючи роботу в громаді з хронічно високим рівнем безробіття. Руїс допомагала підприємствам на етапі запуску, стягуючи щомісячну плату за послуги в розмірі близько 1,50 доларів США, і допомагала новим стартапам у маркетингових схемах. Щоб заохотити сім'ї користуватися послугами та вчасно сплачувати за них, одна маркетингова кампанія передбачала роздачу сім’ям подарункових кошиків.
Станом на 2014 рік група підготувала понад 300 професіоналів та професіоналок з Перу, Бразилії, Венесуели, Чилі та Еквадору, керуючи проєктами в 20 містах Перу, наймаючи понад 150 людей і надаючи послуги понад 3 мільйонам жителів Перу. Згодом перуанський уряд попросив Руїс розробити національний план й очолити створення першого закону в Перу (а також у Латинській Америці), щоб регулювати діяльність переробників відходів.
Руїс і Сьюдад Салюдабле розробили програму дистанційної освіти з управління відходами разом із Католицьким університетом Перу у шести версіях програми. Вони організували понад 1500 збирачів сміття, створюючи робочі місця та покращуючи здоров’я та умови життя для понад 6 мільйонів людей, які живуть у сільських та бідних міських районах Болівії, Бразилії, Колумбії, Мексиці, Перу, Венесуели та Індії.
Ciudad Saludable також заснувала організацію Peru Waste Innovation, консалтингову фірму, що спеціалізується на поводженні з твердими відходами, і Healthy Cities International у Нью-Йорку, яка працює над повторенням моделі групи в інших країнах.

## Нагороди та визнання
Руїс і Сьюдад Салудабле отримали низку нагород, зокрема стипендію від Фонду Ашоки в 1995 році, стипендію від Фонду Сколла в 2006 році, премію Energy Globe Award у 2007 році; Міжнародну премію Дубая 2006 року за найкращі методи покращення життєвого середовища; премію Global Development Network Award 2006; і нагороду «Браво» від Latin Trade 2006 року як еколог року в Латинській Америці.

## Зовнішні посилання
- Ciudad Saludable [Архівовано 1 травня 2022 у Wayback Machine.]